# Carlos Longo
Carlos Longo (Huelva, España, 5 de febrero de 1982 - ) es un jugador de bádminton de España.

## Resultados destacados

### Participaciones en el Campeonato del Mundo
- Campeonato mundial de bádminton de 2001 - Equipos. ascenso al grupo 4
- Campeonato mundial de bádminton de 2005 - Individual masculino y dobles mixto.

Participó en la modalidad de dobles mixto formando pareja con Laura Molina, cayendo eliminado en primera ronda. En individual masculino cayó también en la ronda de 1/64 de final.
- Campeonato mundial de bádminton de 2006 - Individual masculino.

Perdió en primera ronda contra el alemán Roman Spitko por 21-13 y 21-17.

## Títulos

### Campeonatos nacionales
- 2004 - Campeonato de España Absoluto - Dobles masculino

### Campeonatos internacionales
- 2004 - Abierto Internacional de Brasil - Dobles mixto
- 2006 - Campeonato de Europa de Clubes - Equipos
- 2007 - internacional de Nueva Caledonia - Dobles mixtos.
- 2007 - Internacional North Harbour - Dobles mixtos.

## Clubes
- -/2006 - ¿? - Club Bádminton Rinconada - (España)